# Gino Corazza
Gino Corazza (Padova, 23 dicembre 1894 – Padova, 6 luglio 1959) è stato un calciatore italiano, di ruolo difensore.

## Carriera
Gioca con il Padova una stagione in Prima Categoria disputando in totale 10 partite. Debutta il 4 ottobre 1914 in Padova-Vicenza (1-3). Gioca la sua ultima partita con i biancoscudati il 6 dicembre 1914 nel derby Petrarca-Padova (3-2).